# 밤하늘의 저편
요조라노무코 또는 밤하늘의 저편(일본어: 夜空ノムコウ)는 SMAP의 27번째 싱글이다. 1998년 1월 14일에 빅터 엔터테인먼트에서 발매되었다.

## 개요
- SMAP의 첫 밀리언 셀러 싱글(오리콘·플래닛 차트·출하 판매량 전부)이다. 이후 오리콘에서는 〈라이온 하트〉, 〈세상에 하나뿐인 꽃〉(단일 버전)의 2작품 (플래닛 차트 출하 판매량)에서는 〈SHAKE〉을 포함한 3작품)이 밀리언을 달성했지만, 1990년대에 발매한 SMAP의 싱글로는 최대 판매량을 기록한 싱글이다. 플래닛 차트 연간 싱글 차트에서 1위를 기록, 오리콘 연간 차트에서도 2위를 기록하는 대히트 작품이 되었다.
- 오리콘 차트 사상 자니즈 사무소 소속의 그룹중에서 역대 3번째의 싱글 밀리언 셀러 달성을 기록했다. (그외에는 KinKi Kids와 콘도 마사히코). 이후 작사의 스가 시카오와 작곡자의 카와무라 유카에 의해 셀프 커버를 비롯하여 많은 가수에 의해 커버가 이뤄졌다.
- 이 곡은 2002년 4월부터 일본의 중학교 3학년 음악 교과서에 게재되었다. 2011년 3월 말부터 소프트 뱅크 부흥 지원 포털 웹사이트의 CM 송으로 사용되었다.

## 수록곡
1. 밤하늘의 저편(夜空ノムコウ)
  - 작사 : 스가 시카오 / 작곡 : 카와무라 유카 / 편곡 : CHOKKAKU
2. 사과 주스(リンゴジュース)
  - 작사·작곡 : 스가 시카오 / 편곡 : CHOKKAKU
3. 밤하늘의 저편 [오리지널 가라오케]
4. 사과 주스 [오리지널 가라오케]

## 차트 최고 순위
- 밀리언 (일본 레코드 협회)
- 주간 1위 (오리콘)
- 1998년 1월 월간 1위 (오리콘)
- 1998년 연간 2위 (오리콘)